# 夸特梅因山脈
77°51′S 160°45′E / 77.850°S 160.750°E
夸特梅因山脈（英語：Quartermain Mountains）是南極洲的山脈，位於維多利亞地，處於泰勒冰川以南，全長約32公里，以新西蘭的南極歷史學家命名，現時由南極條約體系管理。